# Ledo
Ledo — хорватська компанія, яка спеціалізується на виробництві морозива та заморожених продуктів.

## Про компанію
Головний офіс знаходиться у Загребі. Ledo входить до складу холдингу Agrokor (з 1994 року). Ledo є одним із найбільших виробників заморожених продуктів і морозива в Південно-Східній Європі. Крім Хорватії, компанія продає свою продукцію за кордон, зокрема в Боснію та Герцеговину, Словенію, Чорногорію та Угорщину.
Перше морозиво було виготовлено 1958 року під назвою хорв. Snjeguljica (Білосніжка). На той момент компанія носила іншу назву, та була частиною великого молочного заводу. 1959 року компанія почала продавати морозиво за межі Загреба. 
1963 року компанія випустила перше картонне пакування для свого морозива, а 1964 — перші торти з морозива. 25 вересня 1965 року запущено нову фабрику морозива, з того часу цей день святкується в компанії як «День Ledo».
1967 року починається випуск заморожених овочів, фруктів, риби та м'яса. 
Частка Ledo на внутрішньому ринку Хорватії становить 77 %, на ринку Боснії та Герцеговини — 79 %
2013 року на конференції міжнародного об'єднання виробників морозива та заморожених продуктів морозиво Ledo Torta було визнано найкращим у світі.